# Pitch (kortspel)
Pitch är ett kortspel som har utvecklats ur seven up och som i likhet med detta är ett spel om stick, där det gäller att ta så många som möjligt av de fyra poäng som fördelas varje giv. Poäng ges för högsta och lägsta trumfkort på hand, för hemspelad trumfknekt och för läsen, vilket sistnämnda innebär flest hemspelade ”ögon” (ess värderas till 4 ögon, kungar till 3, damer till 2, knektar till 1 och tior till 10 ögon). 
Spelarna får sex kort var i given, varefter en budgivning följer, där spelarna får ange det antal poäng man förbinder sig att ta om man själv får bestämma trumffärg.
Den spelare som först uppnår sammanlagt 7 poäng vinner.